# Императорская гвардия Маньчжоу-го
Императорская гвардия Маньчжоу-го (кит. 禁衛隊, яп. しんえいたい) — элитное подразделение Вооружённых сил Манчжоу-го, созданное в 1933 году с целью защиты императора Пу И. Её штаб-квартира находилась в Синьцзине, недалеко от императорского дворца в центре города.

## История
Императорская гвардия Маньчжоу-го была создана по образцу Императорской гвардии Японии. Несла функции по защите императорского дворца. Состояла из этнических маньчжуров. Личный состав был обучен независимо от других формирований Манчжоу-го. На вооружении было как огнестрельное оружие, так и холодное: катана или сабля. Их форма была серого или чёрного цвета с серебряным или золотым знаком из пяти цветов, пятиконечной звезды на шлемах и кепи. Первоначально гвардия состояла из 200 человек. Позднее были созданы формирования (Специальная гвардия) для использования в спецоперациях для усмирения восстаний в Маньчжоу-го. Также она была эффективной в боевых действиях, принимала участие в операциях против партизан.